# اودجی
اودجی (انگلیسی: Oodji) شرکت خرده‌فروشی روسی است، که در سال ۱۹۹۸ تأسیس شد.